# Seimata Chilia
Seimata Chilia (Porto Vila, 2 de agosto de 1978) é um futebolista de Vanuatu que atua como meia esquerda. Atualmente joga no Amicale, clube de seu país natal.

## Carreira
Iniciou sua carreira no Tupuji Imere, onde passou também em 2004 e entre 2007 e 2010. Passou também pelo Yatel no futebol vanuatuense por 2 anos. Fora do país, atuou pelo Fawkner Blues na Austrália e no Suva FC, em Fiji. Desde 2010, atua pelo Amicale.

## Seleção
Entre 2002 e 2011, Chilia atuou em 29 jogos pela Seleção Vanuatuense, marcando 8 gols.

## Vida pessoal
Seu irmão, David Chilia, atuou como goleiro no Tupuji Imere (onde chegaram a jogar juntos entre 1998 e 2001 e também em 2004) e no Tafea (desde 2005), além da própria Seleção Vanuatuense (26 partidas).